# Freedom Online Coalition
Freedom Online Coalition är ett samarbetsorgan för ett drygt tjugotal regeringar för att främja frihet på Internet. 
Freedom Online Coalition lanserades av den nederländske utrikesministern Uri Rosenthal vid en konferens i Haag i december 2011. Gruppen har sedan dess mötts på expertnivå samt i konferenser i Kenya 2012, Tunisien 2013 och Estland 2014. Den har (2014) 23 medlemsländer, bland andra Sverige, Tunisien och USA, vilka tillhör de fem länder som presenterade förslaget om FN-resolutionen om mänskliga rättigheter på Internet i Förenta nationernas råd för mänskliga rättigheter i juli 2012.
Samarbetsorganet baseras på en deklaration från Haag 2011, Freedom Online: Joint Action for Free Expression on the Internet
Deltagande länder förbinder sig att arbeta för principen att alla människor ska åtnjuta samma rättigheter på Internet (online) som utanför (offline), inklusive yttrandefrihet, mötesfrihet och rätt att organisera sig, religionsfrihet samt rätten att skyddas av lagen mot "obefogade" (arbitrary) intrång i sitt privatliv. 
Ordförandeland roterar årsvis mellan medlemmarna. Organisationens sekretariatsfunktioner hanteras av ett utomstående företag.